# Étienne Coutan
Pour les articles homonymes, voir Coutan.
Étienne Coutan, né le 15 mai 1875 à Nantes et mort le 1er mars 1963 à Blain, est un architecte et urbaniste français ayant réalisé sa carrière dans sa ville natale, dont il a été l'architecte entre 1911 et 1940.

## Biographie

### Famille
Né en 1875 sur la butte Sainte-Anne (au Mont-Cassis), quartier sud-ouest de Nantes, Étienne Coutan est fils et petit-fils d'artistes-peintres, vivant dans le milieu bourgeois aisé nantais. Son grand-père, Amable-Paul Coutan (1792-1837), a notamment peint, entre autres, un portrait de Georges Cadoudal, un portrait de Louis François Coutard (1833), exposé au musée de l'Armée à Paris, ou encore La Visitation, une peinture murale de l'église Notre-Dame-de-Lorette également à Paris, et a obtenu le prix de Rome en 1820 (après le second prix de Rome en 1818), pour son Achille donne à Nestor le prix de la sagesse aux Jeux Olympiques. Son père, Paul-Auguste Coutan, a été conservateur au musée des beaux-arts de Nantes jusqu'en 1900,.
Il épouse, en 1906, Jeanne Laboureur, sœur de Jean Émile Laboureur.

### Formation
Ayant exprimé le souhait de devenir architecte, Étienne Coutan suit une formation à l'école nationale professionnelle Livet. Son père a souhaité qu'il intègre cet établissement, qui forme les dessinateurs de l'industrie et les collaborateurs d'architectes, plutôt que le lycée de Nantes, école que les élèves du même rang social intègrent de préférence. Alors qu'il suit des cours à « Livet », il fait un apprentissage auprès de l'architecte nantais Jules Montfort, 2e grand prix de Rome en 1868, et à qui la ville doit l'immeuble de la Banque de France, situé no 14 Rue La Fayette.
Étienne Coutan se rend ensuite à Paris pour tenter d'être admis à l'école des Beaux-Arts de en 1894. Il entre dans le même temps dans le cabinet de l'architecte Charles Mewès, qui réalise des hôtels de luxe et des sièges d'établissements bancaires en Europe. Admis aux Beaux-Arts, Étienne Coutan s'inscrit à l'atelier Pascal. Il se distingue dans la première phase du Prix de Rome, les « loges », au cours desquelles il obtient plusieurs premières places.
Il obtient le deuxième second grand prix de Rome en 1902, et le prix Chenavard en 1903.

### Voyages et influences
En 1904, Étienne Coutan se rend en Écosse et en Angleterre. Il y subit l'influence du mouvement Arts & Crafts, et en garde un goût pour la synthèse entre l'architecture moderne et l'architecture locale. Ayant remporté le prix Chenavard en 1906, il profite de la récompense, une bourse de voyage, grâce à laquelle il visite la Belgique, les Pays-Bas, l'Allemagne et l'Autriche. En 1912 enfin, dans le cadre de l'étude de la reconstruction du théâtre de la Renaissance à Nantes, il se rend de nouveau en Belgique et en Allemagne, pour s'inspirer des salles de spectacles récentes. L'architecture allemande de cette époque inspire Coutan, qui en retient la logique et la sobriété. Dans ses réalisations, l'architecte nantais applique cette inspiration, notamment dans l'affirmation des éléments fonctionnels et d'usage, particulièrement pour les bâtiments liés à l'activité économique.

### Carrière
En 1905, il adhère à la société des architectes diplômés par le gouvernement. En 1907, à 32 ans, il prend la suite du cabinet d'architecture Chenantais et adhère à la Société des architectes de Nantes. Il entre en contact avec le maire de Nantes, Gabriel Guist'hau en 1908 et dès lors s'emploie à se voir nommer à la tête des services d'architecture de la ville. Le préfet le nomme, en 1910, membre de la commission départementale des bâtiments civils de Loire-Inférieure. En 1913, il s'associe avec Camille Robida.
Étienne Coutan devient architecte de la ville de Nantes le 7 novembre 1911. Il entame un programme de restauration des grands monuments nantais, dans une optique radicalement différente de la pratique du XIXe siècle. Il ne s'agit pas de reconstruire, mais de mettre en valeur les vestiges en l'état, en s'appuyant sur des éléments végétaux. Le premier monument restauré par Coutan est la porte Saint-Pierre et les vestiges gallo-romains voisins. Sa fonction officielle est « directeur des services des plantations, de l'esthétique urbaine et de l'architecture » à la mairie de Nantes. En 1912, il est chargé d'étudier la reconstruction du théâtre de la Renaissance détruit par un incendie, mais le projet est abandonné. Il quitte son poste en 1940 ; il a alors 65 ans.

### Dernières années
Très affecté par la mort de sa fille, Étienne Coutan passe ses dernières années dans l'isolement. Il meurt en 1963 à Blain.

## Principales réalisations
- 1911 : rénovation de la porte Saint-Pierre[5].
- 1911 : école François-Dallet, boulevard des Poilus[7].
- 1913 : dépôt de tramway et bus de la Morrhonnière, boulevard Michelet[5].
- 1925 : bains douches de la rue Noire - inauguration le 27 juin.
- 1926 : bains douches de la rue Michel-Rocher - inauguration le 17 juillet.
- 1930 : bains douches de Châteaubriant (avec Camille Robida).
- 1931 : plans de rénovation intérieure des bains et lavoirs du quai Baco (travaux repris par Camille Robida en 1933).
- 1932 : square de la Petite-Hollande, sur la place homonyme (rebaptisé square Jean-Baptiste-Daviais)[8].
- 1934 : square du Maquis-de-Saffré.

## Hommages et classements
Une voie de Nantes, la rue Étienne-Coutan, dans la cité HLM Bellevue (quartier Bellevue - Chantenay - Sainte-Anne), rend hommage à l'architecte.